# 岩生远志
岩生远志（学名：Polygala saxicola）为远志科远志属下的一个种。

## 扩展阅读
- 維基物種上的相關：岩生远志